# Dru Hill
I Dru Hill sono un gruppo musicale statunitense, molto popolari durante la fine degli anni novanta, il cui repertorio include musica R&B, soul e gospel. Formatisi a Baltimora (Maryland) ed attivi dal 1992, i Dru Hill nella loro carriera hanno registrato sette brani diventati notevoli successi negli Stati Uniti, di cui tre numero uno nella classifica R&B ("In My Bed", "Never Make a Promise",  e "How Deep is Your Love").
Tamir "Nokio" Ruffin è il fondatore del gruppo ed il leader. Altri componenti del gruppo sono Mark "Sisqó" Andrews, Larry "Jazz" Anthony, e James "Woody Rock" Green. Sotto contratto con la Island Records i Dru Hill pubblicarono due album di notevole successo, prima di separarsi per un periodo dal 1999 al 2002, durante il quale sia Sisqó che Woody hanno pubblicato album da solisti. L'album di Soul Music di Woody fu un successo moderato nell'industria della musica gospel, Mentre Unleash the Dragon di Sisqó, ed il suo singolo Thong Song ottennero una grossa popolarità, lanciando definitivamente la carriera da solista di Sisqó.
Nel 2002, il gruppo si è riunito sotto l'etichetta Def Soul e con l'aggiunta di un quinto membro, Rufus "Scola" Waller, e ha pubblicato un nuovo album: Dru World Order. Nel 2008 Scola ha lasciato il gruppo, senza che sia stato mai chiarito il reale motivo, mentre Woody ha dichiarato di voler proseguire la propria carriera nel mondo della musica gospel, ed è stato rimpiazzato da Tao.

## Formazione

### Formazione attuale
- Nokio the N-Tity(nato Tamir Mateen Raheem Hameed Ruffin, Baltimora (Maryland), 21 gennaio 1978) (1992-presente)
- Sisqó (nato Mark Althavan Andrews, Baltimora (Maryland), 9 novembre 1978)  (1992-presente)
- Jazz (nato Larry Eugene Anthony, Jr., Baltimora (Maryland), 23 aprile 1977) (1992-presente)
- Tao (2008-presente)

### Ex componenti
- Woody Rock (nato James Green, Baltimora (Maryland),  10 settembre 1976) (1992-1999; 2002-2008)
- Rufus "Scola" Waller (2002-2008)

## Discografia

### Album
- 1996: Dru Hill (platinum)[1]
- 1998: Enter the Dru (2x platinum)[1]
- 2002: Dru World Order (platinum)[1]
- 2005: Hits (3x platinum)[1]
- 2006: 20th Century Masters - The Best of Dru Hill
- 2008:  InDRUpendence Day

### DVD
- 2005: Dru Hill Hits: The Videos

### Singoli
- 1996: "Tell Me" (R&B #5, US #18, UK #30)
- 1997: "In My Bed" (R&B #1, US #4, UK #16)
- 1997: "Never Make a Promise" (R&B #1, US #7)
- 1997: "5 Steps" (R&B #5, UK #22)
- 1997: "We're Not Making Love No More" (R&B #2, US #13)
- 1997: "Big Bad Mama" (Foxy Brown featuring Dru Hill) (US #53, UK #12)
- 1998: "How Deep Is Your Love" (R&B #1, US #3, UK #9)
- 1999: "These Are The Times" (R&B #5, US #21, UK #4)
- 1999: "Wild Wild West" (Will Smith featuring Dru Hill e Kool Moe Dee) (US #1, UK #2)
- 1999: "The Love We Had (Stays on My Mind)" (charting album track, R&B #48) (*)
- 1999: "You Are Everything [Remix]" (featuring Ja Rule) (US #84)
- 1999: "Beauty" (R&B #24, US #89)
- 2002: "I Should Be..." (R&B #6, US #25)
- 2003: "No Doubt (Work It)" (R&B #34)
- 2003: "I Love You" (R&B #27, US #77)
- 2008: "Loose"

## Collaborazioni
- 1997: "The Beautiful Ones" (cover di Prince) con Mariah Carey